# برايان سيمون
برايان سيمون (بالإنجليزية: Brian Simon)‏ هو نقابي وسياسي بريطاني، ولد في 26 مارس 1915، وتوفي في 17 يناير 2002. حزبياً، نشط في الحزب الشيوعي في بريطانيا العظمى.